# Alice Maud Shipley
Alice Maud Shipley (5 de junio de 1869 – 16 de diciembre de 1951) fue una sufragista militante y miembro de la Unión Social y Política de las Mujeres (WSPU, por sus siglas en inglés) que recibió una sentencia de prisión durante la cual inició una huelga de hambre y fue alimentada a la fuerza, por lo cual recibió la Medalla de huelga de hambre de la WSPU. 

## Biografía
Nació en Higham Ferrers, Northamptonshire en 1869, siendo la mayor de tres hijos de Martha Smith (1845-1876), modista, y Alfred George Shepherd Shipley (1844-1914), el capataz de una fábrica de zapatos y un evangelista laico wesleyano. En 1891 era modista como su madre, mientras que en 1901 vivía en Dryfesdale, Dumfriesshire en Escocia como criada de la señora Margaret Pairman.  

### Sufragista

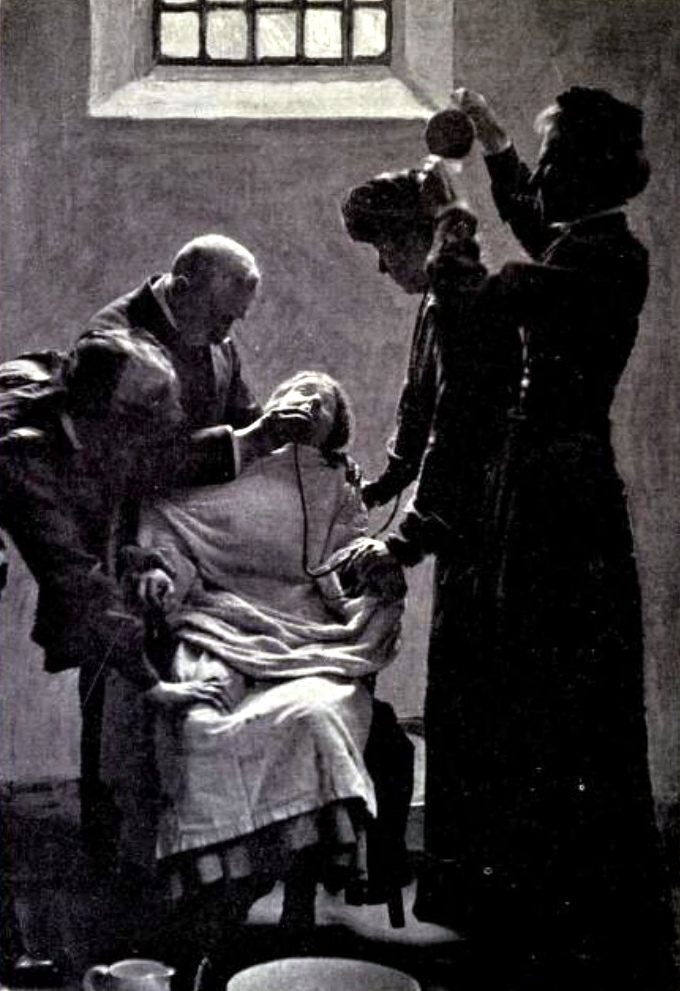
Sufragista siendo alimentada a la fuerza; Shipley soportó este tratamiento en 1912 en la prisión de Holloway

El 21 de noviembre de 1911, Shipley se encontraba entre las 223 manifestantes arrestadas en una manifestación de la WSPU en la Cámara de los Comunes, a la que había viajado con otras mujeres de la rama de Edimburgo de la WSPU, incluidas Elizabeth y Agnes Thomson, Jessie C. Methven, Edith Hudson y una Sra. N Grieve. Las manifestaciones siguieron al "torpedeo" del proyecto de ley de conciliación. Compareció en la Corte de Magistrados de Bow Street, después de lo cual fue puesta en libertad sin cargos. Fue arrestada nuevamente en el oeste de Londres en marzo de 1912 durante una campaña para romper ventanas en el West End de Londres, después de lo cual apareció en las Sesiones de Londres el 19 de marzo de 1912, donde se negó a ser atada y recibió una sentencia de cuatro meses en la prisión de Holloway.
En Holloway se puso en huelga de hambre y fue alimentada a la fuerza. En la prisión, fue una de las co-signatarias sufragistas en el pañuelo Suffragette, un símbolo de desafío, organizado por una compañera de prisión que lo retuvo hasta su muerte, Mary Ann Hilliard, En la liberación de Shipley de prisión, a fines de junio de 1912, recibió una medalla de huelga de hambre 'por su valor' de los líderes de la WSPU.  

### Fallecimiento
Alice Maud Shipley murió en Edimburgo, Escocia, en 1951 y fue enterrada en la parcela familiar de los Pairman en el cementerio de la iglesia de Santa María en Biggar, South Lanarkshire. Su inscripción en el monumento dice: "Alice Maude Shipley, fiel amiga de la familia Pairman durante casi 60 años, fallecida en Edimburgo 16.12.1951) Pairman".